# 长柱驴蹄草
长柱驴蹄草（学名：Caltha palustris var. himalaica）为毛茛科驴蹄草属下的一个变种。

## 扩展阅读
- 維基物種上的相關：长柱驴蹄草